# Първа книга Макавейска
Първа книга Макавейска е неканонична книга от Стария завет на Библията. Книгата е написана на древноеврейски език около 100 г. пр.н.е. и описва събития, случили се между 175 и 104 г. пр.н.е. по време на възстановяването на еврейската държава от Хасмонеите. Авторът е неизвестен.
Оригиналният текст е изгубен, но е запазен гръцкият превод в Септуагинта. Книгата е част от Стария завет в православието и католицизма, но не се включва в протестантството и юдаизма, като не е част от Танаха. При някои протестански деноминации е добавена към апокрифа.
Книгата е известна с описанието си на въстанието на Макавеите срещу Селевкидите, завладяването на Йерусалим през 164 г. пр.н.е. и просвещението на Втория йерусалимски храм – историята около еврейския празник Ханука.
Сюжетът се развива около век след завладяването Юдея от Александър Велики, разделянето на империята му и попадането на Юдея в империята на Селевкидите. Разказва се за това как сирийският цар Антиох IV Епифан подтиска упражняването на еврейската религия и практики, което довежда до въстанието на Макавеите. Книгата разглежда цялото въстание и за това как спасението на евреите идва от семейството на Мататия Хасмоней и по-точно неговите синове – Юда Макавей, Йонатан Хасмоней, Симон Хасмоней и сина на Симон – Йоан Хиркан. Доктрината, изразена в книгата, отразява традиционното еврейско учение, без по-късно открити доктрини като например във Втора книга Макавейска. Първа книга Макавейска също дава списък на еврейските колонии, разпръснати около Средиземно море по това време.
Името Макавей означава „чук“. То се приписва на първия лидер на въстанието – Юда Макавей, трети син на Мататия. След това името започва да се използва и за неговите братя.
Разказът е предимно проза, но е прекъснат от седем поетични раздела, които имитират класическа еврейска поезия. Те включват четири плача и три химна. Има 16 глави.

## Структура
1. Глава 1: Въведение
2. Глава 2: Мататия и свещената война
3. 3:1 до 9:22, под лидерството на Юда Макавей
4. 9:23 до 12:53, под лидерството на Ионатан
5. Глави 13–16, под лидерството на Симон